# Неоосманизъм
Неоосманизъм (на английски: Neo-Ottomanism; на турски: Yeni Osmanlıcılık, Йени Османлъджълък) е идеология, в чиято основа е османизмът и тезата, че османските времена са били благодатни за Балканите. За пръв път изразът е използван в гръцкия печат през 1974 година, по време на турското нахлуване в Кипър.
Неоосманизмът се разглежда в книгата „Стратегическа дълбочина“ на Ахмед Давутоглу. В основата ѝ е залегнала тезата, че османските времена са период на разцвет за Балканите и допринасят за добруването на хората по тези земи. В книгата си Давутоглу описва три концентрични геополитически кръга съобразно областта на турските интереси. В т. нар. „вътрешен кръг“ се намират Косово, Албания и Северна Македония, в „средищния кръг“ - България, Сърбия, Гърция и Босна и Херцеговина, а във „външния кръг“ (без първостепенно значение за Турция) - Хърватия, Румъния и Унгария. В част от книгата си Давутоглу обяснява, че за проекта, свързан с възстановяване на влиянието на Турция като наследничка на Османската империя, ще послужи като строителен материал мюсюлманското население в определени региони. Той смята,че бошняците и албанците са „двата основни и традиционни стълба на османско-пантюркистката политика на Балканите“. Според него „дъгата, която от северозапад започва от Бихач и по линията Централна Босна - Източна Босна - Санджак - Косово-Албания - Македония-Родопи-Западна Тракия достига до Източна Тракия, е геополитическа и геокултурна жизнена артерия на балканската геополитика на Турция“. Според него изграждането на нов балкански съюз между България, Сърбия и Гърция застрашава планирания турски контрол над тази артерия и поради тази причина България трябва да поддържа тесни взаимоотношения с Турция.
Редица националистически журналисти, анализатори, политически наблюдатели и политици на Балканите смятат турските телевизионни сериали като елемент на неоосманистката стратегия, застрашаващ етнокултурната идентичност на балканските народи. Типичен пример за това е статия на гръцкия ежедневник „Етнос“ от 6 януари 2012 година, която подробно изследва причините за успеха на турските сериали и тяхното влияние върху гръцките религиозни и национални ценности, като завършва с предупредителните слова, че "това, което не постигнаха турците с огън и ятаган през 400-годишното робство, сега ще го постигнат с телевизията".